# Angeliera racovitzai
Angeliera racovitzai är en kräftdjursart som beskrevs av Nicole Coineau och Lazar Botosaneanu 1973. Angeliera racovitzai ingår i släktet Angeliera och familjen Microparasellidae. Inga underarter finns listade i Catalogue of Life.